# 나는 날마다 일어선다
"나는 날마다 일어선다"는 1990년에 개봉한 대한민국의 영화이다.

## 캐스팅
- 이덕화 : 장백수 역
- 배종옥 : 은실 역
- 박인환 : 육 사장 역
- 송옥숙 : 숙희 역
- 최주봉 : 정씨 역
- 김석옥 : 지씨 역
- 김현우 : 병관(은실의 오빠) 역
- 김일우 : 뚱보(극장기도) 역
- 문미봉
- 추봉
- 박종설 : 아파트 수위 역
- 박용팔
- 나갑성
- 신찬일
- 김기종 : 회사 사장 역
- 박부양
- 안진수 : 공장장 역
- 태일
- 김백수
- 길달호 : 폭력배 역
- 황춘수 : 폭력배 역
- 이영수 : 폭력배 역
- 박준희
- 최인재
- 이아로
- 서영탁
- 손민우
- 양희진
- 김유진 (특별출연)
- 허석 (특별출연)